# Kazanyi Miasszonyunk
A Kazanyi Miasszonyunk vagy Kazanyi Theotokosz (oroszul: Казанская Богоматерь) egy fatáblára festett ikonkép, amely Kazany városának oltalmazója és az orosz ortodox egyház egyik régen tisztelt kegytárgya. A hagyomány szerint maga Lukács evangélista festette.

## Története

### Egy elveszett ikon
Egy kazanyi kolostorban őrizték egészen az 1209-es tatár betörésig. Az ikont elrejtették. Rettegett Iván 1552-ben foglalta vissza a várost. 27 év után nagy tűzvészben égett le Kazany.

### Megtalálása
Kazany leégése után egy 9 éves kislány azt állította, hogy egy katona háza alatt ott van egy Szűzanya-ikon. Ezt egy álom alapján mondta, mely szerint a Szűzanya mondta neki. Nem hittek neki harmadik álom után sem, így maga kezdett ásni 1579. július 8-án, és talált a romok alatt egy sértetlen ikont.

### Az ikon tisztelete
Ahol megtalálták, ott kolostort építettek. Máshol is építettek a kazanyi Szűzanya tiszteletére templomokat Moszkvában, Szentpéterváron és Jaroszlávban. Dmitrij Mihajlovics Pozsarszkij herceg 1612-ben az orosz katonai táborba hozatta az ikont Moszkva visszafoglalása előtt – melyet a lengyelek foglaltak el –, és imádkoztak, böjtöltek három napig. A lengyeleket sikerült kiverni nemcsak a városból, hanem az országból is. Megsegítette őket a lengyel inváziótól, ezzel vált nemzeti szimbólummá.
A herceg székesegyházat építtetett a Kazanyi Istenanya tiszteletére a mai Vörös téren Moszkvában (1636). Alekszej orosz cár elrendelte a Kazanyi ikon ünneplését „minden évben, minden városban” (1649).  Nagy Péter is hozzá imádkozott a poltavai csata előtt (1709), majd az általa alapított új fővárosba, Szentpétervárra viteti, ahol 1811-ben felépült a római Szent Péter bazilikához hasonló katedrális az ikon tiszteletére, a Kazanyi-székesegyház. Mihail Kutuzov parancsnok is imádkozott a Kazanyi ikonhoz. Kutuzov győzött Napóleon felett. A győztes vezért itt temették el Szentpétervárott, a Kazanyi székesegyházban, a zsákmányolt zászlókkal együtt.

### Az ikon újból eltűnik
1904. június 29-én azonban ellopták a kazanyi ikont a templomból a kerettel együtt. A keretet és a tolvajokat néhány éven belül megtalálták. Az egyikük azt állította, hogy megsemmisítették az ikont, míg később a másik bevallotta, hogy az ikon Szibériában van.

### A szent oltalom
Az orosz ortodox egyház balszerencsét látott a kép megszentségtelenítésében. A kép ellopása után pestisjárvány tört ki. Az orosz parasztság az 1905-ös forradalmat és az elvesztett orosz–japán háborút is összefüggésbe hozta Oroszország szent oltalmának elvesztésével. 1920 után Angliába, majd az Amerikai Egyesült Államokba került, ahol egy árverésen vették meg, végül ajándékozás révén 1993-ban a Szentatyának ajándékozták. Ő azzal a szándékkal fogadta el, hogy ha eljön az alkalmas óra, visszaadja az orosz egyháznak és népnek. Azonban az idők során sok másolat készül erről az elveszett ikonról, és egy vatikáni–orosz vizsgálóbizottság valószínűsíti, hogy a pápa által visszaadott ikon nem az eredeti kazanyi ikon: egy 17. századnál régebbi lehetséges, hogy a Romanov család birtokában lehetett.

## Ikondiplomácia
Mint ahogy azt II. János Pál pápa írta 1987-ben a Redemptoris Materban, hogy Krisztus akarata: „Legyenek mindnyájan egy. Ahogy te, Atyám…”  A keresztény egységet mihamarább meg kell teremteni. A nála lévő ikon alkalmat adott a pápának egy örömteli kifejezésre, hogy Szűz Mária Istenszülő teológiájában egyetértés van az ortodox egyházzal. A keresztények ökonomizmusáért a pápa sokat tett.
A katolikusok körében Oroszország lelki sorsát erősen befolyásolja a fatimai Mária-jelenés (1917), ahol a jelenés maga jósolja meg, hogy jelentős dolgok fognak történni a világban. Részlet a Szűz Mária-jelenések üzenetéből, 1917-ből: „…közeledik a világ megbüntetése a sok gonoszságáért, háborúval, éhínséggel, az Egyház és a Szentatya üldözésével. Ennek megakadályozására jönni fogok, és kérni fogom Oroszország felajánlását Szeplőtelen Szívemnek és az elsőszombati engesztelő szentáldozást. Ha kérésemet teljesítik, Oroszország meg fog térni, és béke lesz; ha nem, elterjeszti tévtanait a világban, háborúkat és az Egyház üldözését okozva. A jókat fel fogják áldozni…”
2003-ban Putyin meglátogatta a pápát, és ezt az ikont kifüggesztették a fogadóteremben. A pápa Mongóliába készült, és útközben szerette volna érinteni Kazanyt, ahol át szerette volna adni az ikont. Erre viszont orosz fogadókészség nem volt. Az orosz ortodox egyház katolikus expanziót látott ebben.
Egyrészt a pápa lengyel származású volt (mint feljebb írtuk, a lengyelek négy évszázaddal korábban Moszkvát bitorolták), ami a múlt viszályának felhánytorgatására adott alkalmat. II. Alekszij pátriárka azért is neheztelt a pápára, mert 2002-ben négy katolikus egyházmegyét hozott létre Oroszországban. A pápa végül nem utazott – igaz, betegségére hivatkozva – a 2004. augusztus 28-i moszkvai ünnepélyes ikonátadásra. Ez a nap Mária mennybemenetele napja az orosz liturgikus naptárban.
Az ortodox parókus ezekkel a szavakkal fogadta az ikont: „A keresztény hit a tragikus pusztulás után újjáéled. Ne felejtsük el, 1917 után a kommunista uralom a kereszténység történelmének legnagyobb méretű és legtöbb véráldozatot követelő üldözését szabadítja el Oroszországban: a klérusból csaknem 600 püspök, negyvenezer pap esik áldozatul az üldöztetésnek, világi hívők millióit deportálják a Gulagra – és fizikailag megsemmisítik. A végleges felszámolásra törekedve, sok más szenthellyel együtt, a kazanyi Szűzanya moszkvai templomát is lerombolják 1936-ban.”

## Az űrben
2011 novemberében orosz űrhajósok a Szojuz űrhajó fedélzetére vittek egy kazanyi ikont.